# Odonturopoda knysnaensis
Odonturopoda knysnaensis es una especie de arácnido del orden Mesostigmata de la familia Uropodidae.

## Distribución geográfica
Se encuentra en el sur de África.